# Javalaantje

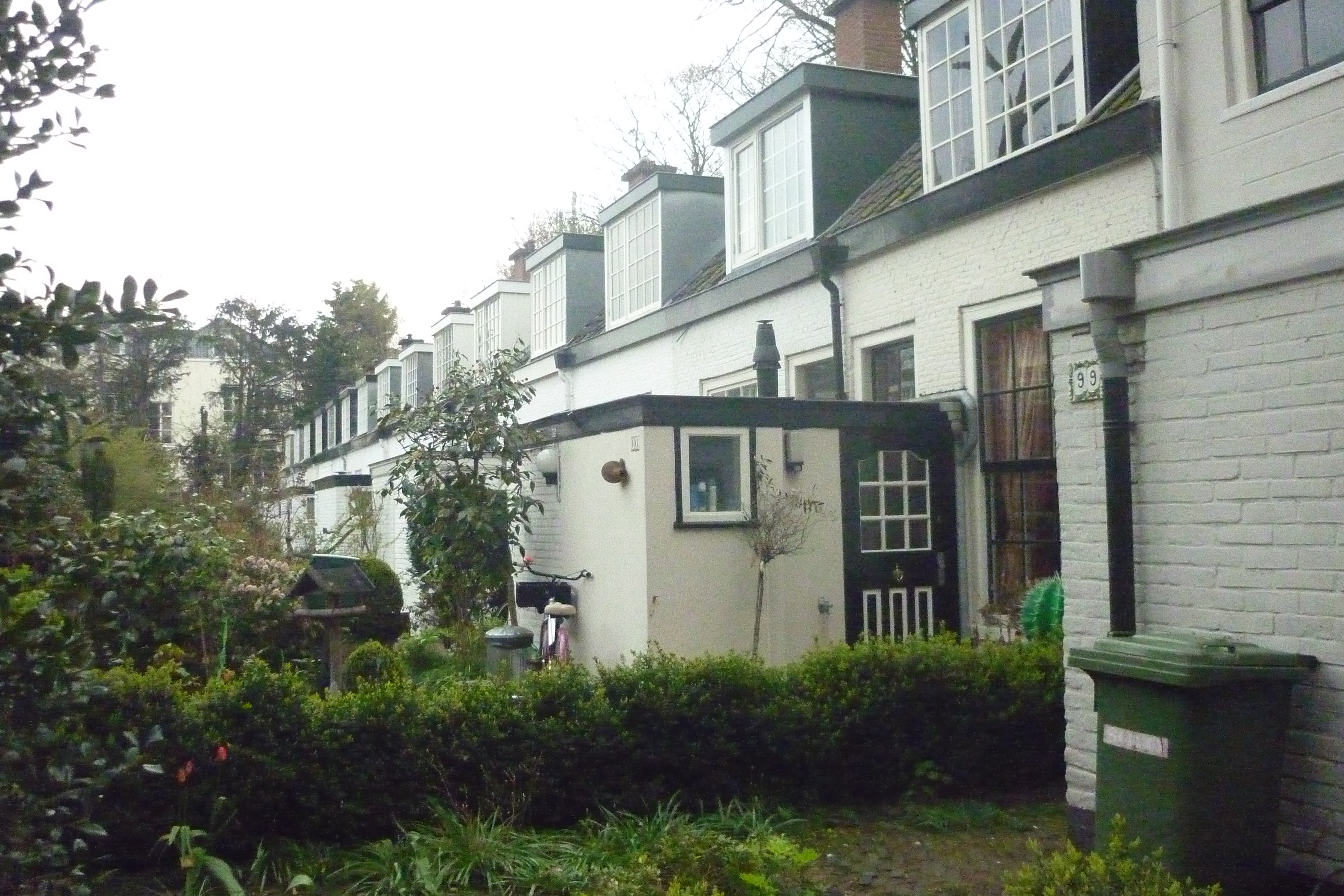

Javalaantje is een hofje in het Willemspark in Den Haag.
Het hofje werd omstreeks 1870 gebouwd voor het burgerpersoneel van de toenmalige Fredrikskazerne. De huisjes staan in rijen tegenover elkaar. Middendoor loopt een pad, links en rechts zijn tuintjes. Aan het einde van het pad is nog een oude pomp, die niet meer werkt. De huisjes van Javalaantje zijn particulier eigendom en zijn beschermd stadsgezicht. Soms zijn twee huisjes samengetrokken.
Naast de hof is het Bosje van Repelaer, dat deel uitmaakte van het voormalige Landgoed Rosendoorn.